# Pá Lông
Pá Lông là một xã thuộc huyện Thuận Châu, tỉnh Sơn La, Việt Nam.
Xã có diện tích 30,65 km², dân số năm 1999 là 2210 người, mật độ dân số đạt 72 người/km².